# Halve marathon van Egmond 1991
De halve marathon van Egmond 1991 vond plaats op zondag 13 januari 1991. Het was de negentiende editie van deze halve marathon. In totaal schreven 7700 atleten zich in voor de wedstrijd, 50 minder dan in het jaar 1989. 
De Nederlandse kampioen veldlopen lange afstand Tonnie Dirks won de wedstrijd bij de mannen in 1:05.12. De overwinning bij de vrouwen ging naar de Tsjechische Alena Peterkova met een tijd van 1:15.03.

## Uitslagen

### Mannen
| pos. | atleet                 | land                | tijd    |
| ---- | ---------------------- | ------------------- | ------- |
| 1    | Tonnie Dirks           | Nederland           | 1:05.12 |
| 2    | Heinz-Bernhardt Bürger | Duitsland           | 1:05.35 |
| 3    | Eddy Hellebuyck        | België              | 1:06.45 |
| 4    | Ivo Claes              | België              | 1:06.48 |
| 5    | Zdenek Mezulianik      | Tsjechië            | 1:06.49 |
| 6    | Michel de Maat         | Nederland           | 1:06.51 |
| 7    | Miroslaw Golebiewski   | Polen               | 1:07.30 |
| 8    | Nick Rose              | Verenigd Koninkrijk | 1:07.32 |
| 9    | Alex Hagelsteens       | België              | 1:07.34 |
| 10   | Marti ten Kate         | Nederland           | 1:07.36 |
| 11   | Aart Stigter           | Nederland           | 1:07.37 |
| 12   | Cor Lambregts          | Nederland           | 1:07.38 |
| 13   | Patrick Aris           | Nederland           | 1:07.40 |
| 14   | Jan van Rijthoven      | Nederland           | 1:07.46 |
| 15   | Marek Deputat          | Polen               | 1:08.25 |

### Vrouwen
| pos. | atlete           | land      | tijd    |
| ---- | ---------------- | --------- | ------- |
| 1    | Alena Peterkova  | Tsjechië  | 1:15.03 |
| 2    | Joke Kleijweg    | Nederland | 1:17.39 |
| 3    | Anna Rybicka     | Polen     | 1:18.36 |
| 4    | Jolanda Homminga | Nederland | 1:18.33 |
| 5    | Dizubinska       | Polen     | 1:20.44 |
| 6    | Ine Valentin     | Nederland | 1:20.52 |
| 7    | Mieke Hombergen  | Nederland | 1:21.12 |

1973 ·
1974 ·
1975 ·
1976 ·
1977 ·
1978 ·
1979 ·
1980 ·
1981 ·
1982 ·
1983 ·
1984 ·
1985 ·
1986 ·
1987 ·
1988 ·
1989 ·
1990 ·
1991 ·
1992 ·
1993 ·
1994 ·
1995 ·
1996 ·
1997 ·
1998 ·
1999 ·
2000 ·
2001 ·
2002 ·
2003 ·
2004 ·
2005 ·
2006 ·
2007 ·
2008 ·
2009 ·
2010 ·
2011 ·
2012 ·
2013 ·
2014 ·
2015 ·
2016 ·
2017 ·
2018 ·
2019 ·
2020 ·
2021 ·
2022 ·
2023 ·
2024 ·
2025